# Jordans-Syndrom
Das Jordans-Syndrom (JS) oder auch PPP2R5D-bedingte neurologische Entwicklungsverzögerung genannt, ist eine seltene genetische Erkrankung. Sie entsteht durch de novo Mutationen im PPP2R5D Gen und wird autosomal dominant vererbt. Das Syndrom kann verschiedene körperliche sowie kognitive Einschränkungen in unterschiedlicher Ausprägung umfassen. Hierzu gehören Symptome wie muskuläre Hypotonie und mentale Retardierung, aber auch Makrozephalie, Epilepsie oder Autismus-Spektrum-Störungen. Es ist eine von vier Formen des Houge-Janssens-Syndrom.

## Symptome
Die Symptome des Jordan-Syndroms (JS) treten ab der frühen Kindheit auf. Je nach Ausprägung und Stärke der Symptome, werden sie im Rahmen der ersten Kindervorsorgeuntersuchungen (APGAR, U1) als auffällig erkannt. Die Symptome können von leichter bis schwerer allgemeiner Entwicklungsverzögerung und geistiger Behinderung reichen. Dazu gehören im Laufe der weiteren kindlichen Entwicklung verschiedene Ausprägungen von Sprachverzögerungen und -störungen. Patienten mit Jordans-Syndrom können aufgrund vieler gemeinsamer Entwicklungssymptome einige oder alle Kriterien für die Diagnose einer Autismus-Spektrum-Störung erfüllen. Zu den ersten klinischen Befunden können Makrozephalie, muskuläre Hypotonie, Epilepsie, ophthalmologische Anomalien und dysmorphe Gesichtszüge wie eine prominente Stirn, Hypertelorismus und nach außen abfallende Lidachsen gehören. Bedingt durch die muskuläre Hypotonie treten häufig Ernährungs- (Schlucken und Kauen) und Verdauungsprobleme (Peristaltik) auf. Die Magnetresonanztomographie kann außerdem eine Megalenzephalie oder Defekte der Ventrikel oder der weißen Substanz aufdecken. Personen mit JS können auch Skelett-, Herz-, endokrine oder genitale Anomalien aufweisen. Bestimmte JS-Mutationen können auch einen früh einsetzenden Parkinsonismus im Alter zwischen 20 und 40 Jahren verursachen.

## Genetik
Das PPP2R5D-Gen liefert Anweisungen zur Herstellung eines Proteins namens B56-delta (B56δ). Das B56δ-Protein ist ein Teil eines Enzyms namens Proteinphosphatase 2A (PP2A), das Phosphatgruppen aus bestimmten Proteinen entfernt. Dieser als Dephosphorylierung bezeichnete Prozess hilft bei der Kontrolle, ob das Protein an- oder ausgeschaltet wird. PP2A-Enzyme, die das B56δ-Protein enthalten, kommen hauptsächlich im Gehirn vor, wo sie vermutlich eine Rolle bei der normalen Entwicklung und Funktion von Nervenzellen (Neuronen) spielen. Eine abnormale oder verringerte PP2A-Enzymaktivität stört die Signalwege in Neuronen und beeinträchtigt deren normale Entwicklung und Funktion, was möglicherweise der geistigen Behinderung und anderen neurologischen Merkmalen der PPP2R5D-bedingeten neurologischen Entwicklungsverzögerung (JS) zugrunde liegt.
Das PPP2R5D-Gen befindet sich auf dem Chromosom sechs.
Der Gendefekt wird autosomal dominant vererbt, entsteht jedoch meist durch De-novo-Punktmutationen von denen acht pathogene Mutationen identifiziert wurden: E197K, E198K, E200K, E420K, P201R, W207R, Q211P und P53S. Einige wenige Fälle sind bekannt, in denen der Gendefekt auch vererbt wurde. Meistens handelt es sich dabei um sehr milde Varianten.
Diagnostiziert wird Jordans-Syndrom ausschließlich über genetische Tests mit umfassenden Exomsequenzierungen oder Genomsequenzierungen, bei denen eine pathogene Variante von PPP2R5D entdeckt wird. Bis September 2024 wurden weltweit 350 Menschen mit Jordans-Syndrom diagnostiziert.

## Forschung
Benannt wurde das Jordan Syndrom nach einem der ersten, im Jahr 2014 diagnostizierten Kinder, Jordan Lang. Jordans Eltern gründeten die Stiftung Jordan's Guardian Angels, um Familien von Menschen mit JS zu verbinden und die PPP2R5D-Forschung zu fördern.
Bisher ist der genaue molekularbiologische Zusammenhang noch nicht vollständig bekannt, es finden aber fortlaufende Untersuchungen durch ein Forschungsteam, welches der Stiftung angeschlossen ist, statt. Bisher bekannt ist wie das PPP2A Enzym in die molekularen Signalwege von Neuronen eingebunden ist und wie das mutierte Gen die physiologische Funktion beeinträchtigt. Es wird Stand 2024 an zwei möglichen Therapiewegen gearbeitet. Das erste ist ein Medikament, welches bereits durch die Food and Drug Administration (FDA) zugelassen ist und in die Störung der neuronalen Signalwege eingreifen könnte. Ein genetischer Ansatz, voraussichtlich mit einem Antisense-Oligonukleotid, versucht die Auswirkung durch die Genmutation abzuschwächen. Eine erste klinische Studie soll Ende 2024 starten.
PPP2A-Dysfunktionen werden auch mit Alzheimer, Parkinson und einigen Krebsarten in Zusammenhang gebracht, sodass die Forschung auch für diese Erkrankungen medizinische Durchbrüche schaffen könnte.